# Le Quesnoy
Le Quesnoy é uma comuna francesa, situada no departamento do Norte (59) e na região dos Altos da França.

## Apresentação

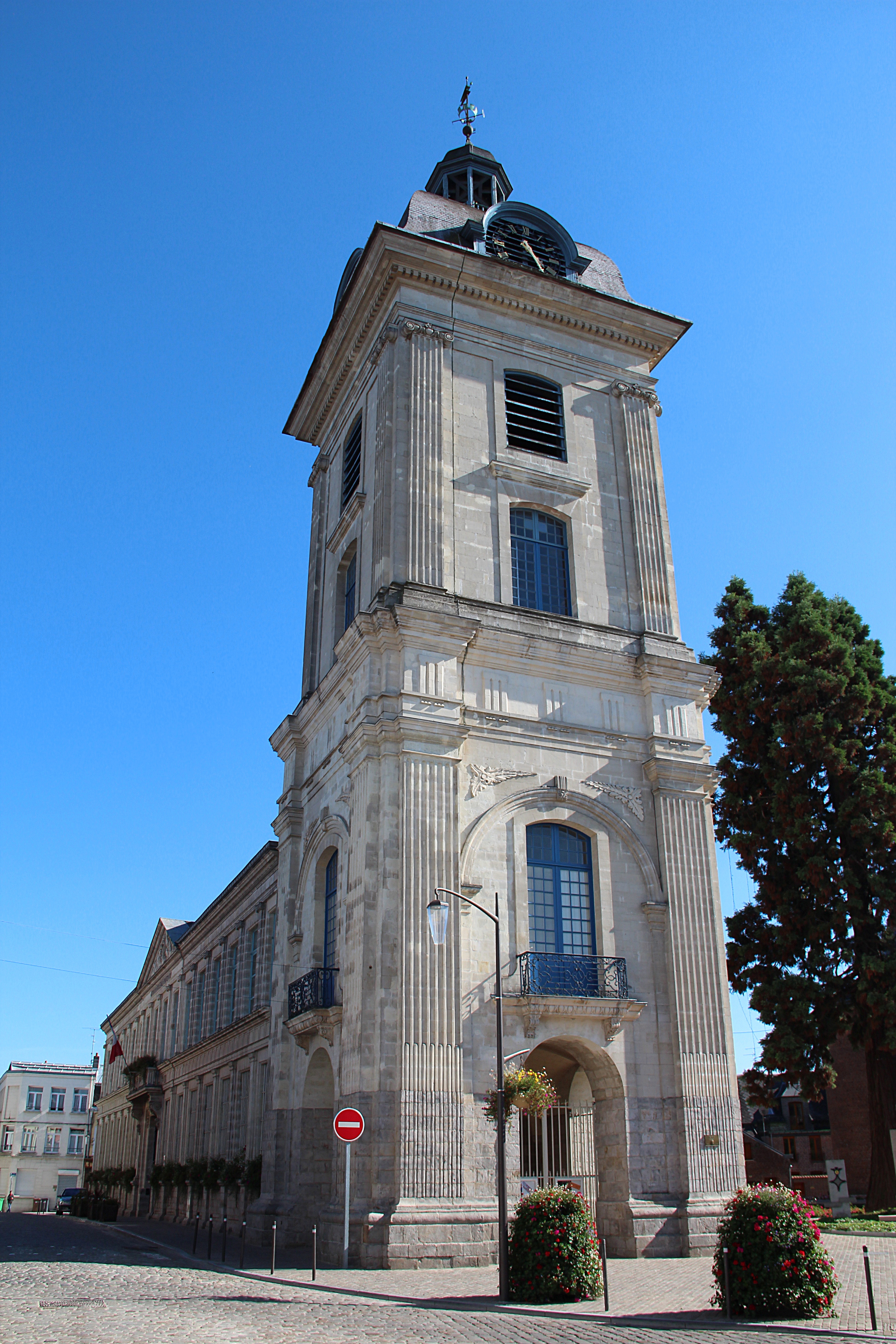
Prefeitura Municipal.

Ela manteve intactas as suas muralhas características que mostram a evolução da arte da defesa do século XVII (a época chamada espanhola) ao início do século XX, através do célebre Vauban que modificou sua aparência.

## Geografia
Le Quesnoy está localizada no sudeste do departamento do Norte (Hainaut) e faz parte do Parque Natural Regional do Avesnois.
Na verdade, Le Quesnoy faz parte administrativamente do Avesnois e historicamente parte de Hainaut.
A cidade se situa a 70 km de Lille (prefeitura do Norte), a 3 km da Floresta de Mormal, no centro de um triângulo Valenciennes, Cambrai e Maubeuge.
A cidade está localizada em um planalto cercado pelos vales emergentes do Écaillon e do Rhonelle.
A Bélgica fica a 10 km.

## Toponímia
Le Quesnoy é primeiro atestado em formas latinizadas acompanhadas pelo nome de seu suposto fundador, o denominado Haymon ou Aymond: Haymonis Quercitum; Quercitum (formas latinizadas após o latim Quercus, carvalho, termo que nunca foi imposto na Gália, ao contrário do termo rouvre do latim robur que designa um tipo de carvalho.); Caisnetum nas cartas latinizadas após o picardo do século XI ao século XIV; Haismont-Caisnoit; Le Kaisnoit; Le Caisnoy; Caisnoit; Quesnoyt nos títulos de romances do mesmo período (cartulários de Hainaut, Cambrai e Condé.)
A forma "Quenoy" é o equivalente Picardo do francês central chênaie (floresta de carvalhos) e significa exatamente a mesma coisa.
Em Picardo, como em Normando setentrional ao norte da linha Joret, o grupo /ca-/ Latino não evoluiu como em Francês, portanto, por exemplo, quièvre / quèvre, cabra, francês chèvre, do latim capra ou quen / quien, cão, francês chien, do latim canu(s) ou quemin, caminho, francês chemin, do latim de origem gaulesa *cammino- e quêne, anteriormente caisne, depois quesne, carvalho, francês chêne, do latim cassinus (após o latim fraxinus > freixo) de origem gaulesa *cassăno-. O sufixo -oy é a forma assumida pelo sufixo latino -etu(m) no domínio dialetal picardo, que inclui uma grande parte do norte da França e algumas comunas da Bélgica, em outras partes do domínio de oïl -etu(m) produziu -ey ou -ay, primeiro masculino, depois -aie feminino. Este sufixo é usado para designar um conjunto de árvores pertencentes à mesma espécie.
Kiezenet em flamengo.

## História

### Le Quesnoy na Idade Média
Sem ainda ser uma vila na época de Júlio César, a região foi ocupada pelos nérvios.Perto da porta Fauroeulx da cidade, em 1933, foi descoberta olarias romanas. Sob os Merovíngios e os Carolíngios, não há vestígios de aglomeração significativa na região de quercitaine. Porém, o historiador Jacques de Guise, afirma que nessa época a cidade foi fundada por um valente cavaleiro chamado Aymond, que teria vivido por volta do ano 800: "Este Aymond era conde de Faumars (Famars) e da(s) Ardenas, também por sua lealdade que ele mantinha com o rei expulsou todos os seus quatro filhos e ficou em bosques mais profundos, onde fizeram uma fortaleza e um lugar construído chamado Carcetus, é Le Quesnoy."(A história lendária da canção de Gesta, de Reinaldo de Montalvão do cavalo Bayard e dos quatro filhos Aymond ainda é conhecida hoje desde a Floresta das Ardenas até a Floresta de Orleans).Porém, a partir dessa afirmação, o historiador de Valenciennes d'Oultreman dirá que pode ser um personagem chamado Aymon: Aymon, governador do Ponthieu? E para acrescentar, o historiador Jules Duvivier, que preferia ser o nome de um administrador do conde de Hainaut: Na verdade, o século VIII, porções de territórios localizados ao redor da cidade atual pertenciam aos Leudes, isto é, aos companheiros dos reis francos, aos quais teriam sido concedidos. No século IX, a região foi ocupada pelos vikings que lá se estabeleceram: subindo os rios, por volta do ano 842 na época do rei Carlos o Calvo, foram bloqueados em Valenciennes, porque os rios ficaram estreitos demais para seus barcos. Mais tarde, o território de Le Quesnoy tornou-se um alódio pertencente à missa episcopal de Cambrai e respondendo ao nome de Noflus, latinizado na Idade Média como Novem fluctibus. Finalmente, em 1148, este alleu teria sido vendido pelo bispo Nicolas de Chièvres, ao conde Balduíno IV de Hainaut.

#### Balduíno IV de Hainaut
Em meados do século XII, o conde de Hainaut Balduíno IV dito o construtor, cercou a cidade de Le Quesnoy com reparos e muralhas e também construiu no ano de 1150 um importante castelo que se tornou o centro das fortificações da cidade (hoje, o Centre Cernay e o Corpo de Bombeiros).
Este castelo tinha uma torre: o conjunto constituindo uma fortaleza. Alix de Namur, esposa de Balduíno IV, dotou o castelo de uma capela dedicada a São João Baptista. O castelo tinha um parque chamado "Bois du Gard" em que se encontravam cervos, gamos e caça selvagem. Este parque se estendia para o sudeste (para Beaudignies e na orla deste encontrava-se um moinho localizado perto de pântanos apelidados de "l’Étang du Gard" Desejando povoar sua nova cidade fortificada de Quesnoy, o conde promulgou em 1161 uma carta que concedia muitos privilégios aos habitantes: a cidade prosperou ... encontramos lá um prefeito, vereadores, homens de feudos (notários), uma hotel, um hospital e no exterior, um leprosário para acolher leprosos (a doença da lepra havia sido relatada pelos Cruzados do Oriente). Balduíno e sua esposa ainda residiam, de acordo com os pergaminhos, em 1169 em Le Quesnoy. O filho do conde (o futuro Balduíno V de Hainaut) casou-se no referido ano de 1169 em Le Quesnoy Margarida d'Alsace, irmã do conde Teodorico da Alsácia conde de Flandres: o casamento foi suntuoso e o imperador germânico Frederico Barbarossa compareceu pessoalmente.

#### Balduíno V de Hainaut
Balduíno V de Hainaut herdou o título de Conde de Hainaut em 1171 após a morte de seu pai: ele foi apelidado de o Corajoso (ele também foi mais tarde, conde Balduíno VIII de Flandres). O novo conde, entretanto, preferiu permanecer em Valenciennes em vez de em Le Quesnoy. Em 1184, o conde teve que lutar contra uma coalizão formada pelo senhor de Avesnes, o conde de Brabante e seu cunhado o conde de Flandres: Hainaut foi devastado por todos os lados. Incapaz de defender Le Quesnoy, o conde de Hainaut, com o consentimento dos habitantes, incendiou a cidade para que os agressores não pudessem ocupá-la: os Quercitains refugiaram-se no seu castelo que resistiu vitoriosamente aos assaltos do Conde de Flandres.
Durante este tempo, Balduíno V de Hainaut estava em Mons, reunindo e concentrando suas tropas. O conde de Flandres então veio às muralhas de Mons para tentar tomar a cidade: este resistiu. Aconteceu o mesmo na cidade de Maubeuge .
Durante este tempo, em Le Quesnoy, o sire de Trazegnies que comandava a guarnição saiu e surpreendeu os flamengos em seu acampamento de Viesly. A paz finalmente interveio entre os beligerantes. Le Quesnoy ergueu-se de suas ruínas e mais uma vez se tornou a estadia preferida dos Condes de Hainaut, que ali caçavam e mantinham uma corte brilhante. A partir de 1194, o conde Balduíno V estabeleceu-se permanentemente em Le Quesnoy. No mesmo ano, Pierre Pitens, capelão do conde, fundou um modesto hospital dotado de rendas da terra: este hospital estará na origem da Abadia de Sainte-Élisabeth du Quesnoy (localizada na rue Achille-Carlier na cidade) que ocupará os agostinhos vindos da Abadia de Prémy, perto de Cambrai.

#### Balduíno VI de Hainaut
Balduíno VI de Hainaut conhecido como “de Constantinopla” (também foi Balduíno IX conde de Flandres) sucedeu em 1195, ao título de conde de Hainaut após a morte de seu pai. Nascido em Valenciennes em 1171, ele mais tarde se casou com Maria de Champanhe, sobrinha do rei da França: naquela época as ligações eram muito estreitas com a França (Filipe Augusto, rei da França, havia se casado com Isabel de Hainaut, irmã de Balduíno VI.) Ele também reuniu nas suas próprias mãos o condado de Flandres. Em 1200, ele tomou a cruz (partindo para a Cruzada) e deixou a regência de seus estados para seu irmão Philippe, seu tio Guillaume e Bouchard d'Avesnes, tutor de sua filha mais nova, Margarida de Hainaut. Mais tarde, foi eleito pelos Cruzados imperador de Constantinopla, mas foi feito prisioneiro em 1205, pelos Gregos aliados aos Búlgaros: ele nunca reapareceu. Ele deixou duas filhas, Joana e Margarida.

#### Joana de Flandres
Sem notícias desde o ano de 1205 de seu pai Balduíno VI, sua filha mais velha, Joana de Flandres (também conhecida como Joana de Constantinopla), herdeira de Flandres e Hainaut, tomou as rédeas de seus Estados: casou-se em 1211 com seu primo Fernando de Portugal (escolha proposta pelo rei da França, seu tio) que por ela se tornou conde de Flandres. Mas Flandres era aliada dos ingleses e alemães: uma guerra começou com o rei da França e o marido de Joana foi feito prisioneiro até 1227. Joana, que morava no Château du Quesnoy desde o casamento, realizou várias assembleias com figuras importantes da cidade. No entanto, ela deixou a cidade em 1225, porque um aventureiro-menestrel, Bertrand de Rays, vivendo na floresta de Glançon, fingiu ser seu pai e pretendia retomar seus domínios. Em 1233, ela voltou lá e teve o hospital da cidade fundado por Pierre Pitens melhorado, e ampliado o Castelo de Le Quesnoy (a alta Torre de Vigia). Sob o castelo, se estendiam caves e subterrâneos que ainda hoje existem. Seu marido morreu em 1233 e, em 1237, ela se casou no segundo casamento, Thomas de Saboia, que se tornará um benfeitor de Le Quesnoy. Este se esforçou de fato para melhorar as raças de animais do país trazendo touros da Saboia e do Pays Messin. Trouxe também cavalos da Itália e da Espanha, ovelhas da Catalunha que permitiram obter lãs finas, muito estimadas e que farão a fama dos confeccionistas de Le Quesnoy: este último os misturou com seda para fazer tecidos chamados sayettes. A indústria de tecidos, muito difundida na Flandres, também se estabeleceu na cidade de Le Quesnoy.

#### Margarida de Hainaut
Em 1244, com a morte de sua irmã mais velha, Joana de Flandres, que não tinha descendentes, Margarida de Hainaut (também conhecida como Margarida de Constantinopla, filha mais nova de Baudouin VI de Hainaut conhecida como Constantinopla) herdou Flandres e Hainaut. Ela foi apelidada de Mulher Negra por sua conduta de má reputação. De seu primeiro casamento em Quesnoy em 1212, com Bouchard d'Avesnes, seu tutor que ela mesma escolheu, ela teve dois filhos: João e Baudouin d'Avesnes. Ela repudiou, por razões desconhecidas (Bouchard pertencia, no entanto, ao clã inglês) este primeiro marido e casou-se em um segundo casamento em 1223, um cavaleiro de Champanhe, Guilherme de Dampierre que lhe deu três filhos, e a quem ela tentou favorecer (o último) por legados de bens e heranças: esta foi a origem da briga que ensanguentou o Hainaut e a Flandres. Luís IX da França, o rei da França, foi chamado para o resgate para servir como árbitro: este rei, depois de ter recebido conselho, distribuiu a Flandres para Dampierre e o Hainaut para Avesnes. No entanto, apesar desta sábia decisão, a luta continuou entre os membros das duas famílias. Em Le Quesnoy e seus arredores, Margarida de Hainaut tinha, além de terras, uma infinidade de direitos senhoriais: taxas sobre produtos trazidos ao mercado; imposto sobre carne e cerveja debitados; logo na entrada e saída de mercadorias; bem na banalidade dos moinhos e dos fornos; direto sobre os produtos do viveiro de peixes, etc. Ela preferia alugar tudo com um pacote anual: entre 1274 e 1277, um burguês de Le Quesnoy chamado Clarembault, pagou-lhe um royalty anual de 2925 libras. Além disso, um cartulário da dita Margarida nos diz que as propriedades de Le Quesnoy naquela época eram cerca de seiscentas e que mediam no máximo 33 metros de comprimento por 13 metros na estrada; que havia 9 fornos de pão na cidade; que os habitantes eram obrigados a fazer tarefas, como trazer lenha para o castelo, mas que em troca eles poderiam coletar lenha morta; que em caso de guerra, o apelo aos Quercitains seria feito vinte e quatro horas depois dos Valenciennois.

#### João I de Hainaut
Em 1279, João I de Hainaut (ou, João II de Avesnes), filho de João de Avesnes e Margarida da Holanda, e neto de Margarida de Hainaut conhecida como de Constantinopla, acedeu ao condado de Hainaut como resultado do morte de sua avó. Ele preferia viver em Mons em vez de Le Quesnoy. Na luta perpétua contra os Dampierre, ele não cobrou tanto impostos adicionais sobre os cidadãos das cidades de Hainaut, que estes, em desespero e vendo suas indústrias em declínio, apelaram para o Conde de Flandres, Dampierre. Uma trégua foi concluída em 14 de outubro de 1292, graças à intervenção do Duque João I de Brabante, que recebeu a custódia do Castelo de Le Quesnoy, até a conclusão de um tratado de paz: o tratado entrou em vigor em 1297. Mas João II de Avesnes fez com que os habitantes se arrependessem de sua atitude, que antes ousavam apelar contra ele para o conde de Flandres: um bom número de burgueses de Hainaut foram lançados na prisão e morreram nas passagens subterrâneas do castelo de Quesnoy. Fugindo dos problemas, os fabricantes de roupas e tecelões de Quesnoy deixaram a cidade (com seus ofícios e seu saber-como) antes de 1292; vamos encontrar alguns deles instalados na cidade de Reims na Champanhe. João II de Avesnes, conde de Hainaut, que não apreciava a cidade quercitaine, ofereceu-a em 1301 como uma prerrogativa a seu genro Raul de Clermont, condestável da França. No entanto, ele foi morto em 1302 na Batalha de Courtrai. Ele então legou a cidade a Gauthier, sire d'Enghien, e a Jacques de Verchain, senescal de Hainaut, com a condição de que, se sua esposa filipina de Luxemburgo sobrevivesse, a cidade e sua renda deveriam ser devolvidas a ele. Viúva em 1304, ela realmente recuperou a cidade quercitaine naquele ano.
Após a abdicação em 1555, de livre arbítrio, de Carlos V, seu filho Filipe II da Espanha (Casa de Habsburgo), sucedeu parte de seus Estados: Espanha e suas ricas colônias americanas, a Itália e Holanda espanhola (incluindo o Hainaut). O reinado do novo soberano foi caracterizado pela luta contra a religião reformada duramente reprimida pela Inquisição. Os rebeldes, os huguenotes chamados "mendigos" ou "quebradores de imagens" começaram sua campanha em 1566, atacando igrejas e profanando todos os objetos de culto: em 24 de agosto desse ano, todas as igrejas da cidade de Valenciennes foram invadidas e saqueadas por mil desses rebeldes. Diante dessa ameaça, a guarnição de Le Quesnoy atacou em 24 de novembro com 80 canhões, os huguenotes entrincheiraram-se em Valenciennes: em 23 de março de 1567, os huguenotes se renderam e a repressão espanhola foi muito severa, o que irritou a população. Em resposta, no ano seguinte, em 12 de novembro, o Príncipe de Orange, o líder da Igreja Reformada, atacou um corpo de soldados espanhóis sob as muralhas de Le Quesnoy e, em seguida, tomou a cidade... Mas o Duque de Alba, governador da Holanda, agindo em nome da Espanha derrotou no mesmo ano, o Príncipe de Orange, perto de Le Quesnoy. Em 1569, foi decidido erguer a Torre de Vigia do Château du Quesnoy com um belvedere octogonal de 17 metros (esta torre existirá até 1768 : será destruído nessa data por um furacão). A partir de 1572, os protestantes, auxiliados pelos franceses, saquearam a região por vários anos: por causa destes fatos Guillaume de Hornes sieur de Heze (aliado à nobreza e à população de Hainaut insatisfeita com a presença militar espanhola), foi executado em 1580 em Le Quesnoy, por ter assistido o bispo de Cambrai: seguiu-se um ódio crescente da população vis-à-vis da Espanha e de seu rei. Naquela época, o abade padre da abadia beneditina de Maroilles, Frédéric d'Yve (originário da Bavai), que se tornara Conselheiro de Estado, desempenhava um papel fundamental como intermediário nas negociações entre os beligerantes na Holanda: entre os representantes dos protestantes liderados pelo Príncipe de Orange, por um lado, vis-à-vis os representantes católicos do rei Filipe II da Espanha, por outro. Em 1581, sete províncias do norte da Holanda espanhola, que haviam se tornado protestantes, entretanto se separaram e declararam sua independência sob o nome de "Províncias Unidas" Em 1583, o Magistrado (um prefeito, quatro vereadores, um promotor e um chamado tesoureiro dito massardo) da cidade de Quesnoy decidiu construir uma Câmara Municipal, bem como um Campanário na cidade quercitaine. Durante este tempo e até 1593, os rebeldes serão combatidos: a calma será restabelecida após esta data na região de Quesnoy.

### Le Quesnoy durante o Renascimento
De acordo com um cartulário do ano de 1466 relativo aos domínios dos duques da Borgonha, a cidade de Quesnoy também foi a sede de um prebostado (Prebostado de Le Quesnoy) no condado de Hainaut agrupando as cidades e "cidades" seguintes: Amfroipret, Batiches, Beaudignies, Beaurain, Berlaimont, Bermerain, Bousies, Briastre, Bry, Busegnies, Caudry, La Chapelle, Croix-Caluyau, Englefontaine, Escarmain, Eth, Fontaine-au-Bois, Forest (-en-Cambrésis), Frasnoy, Ghissignies, Gommegnies, Harbegnies (Herbignies: aldeia localizada em uma das "portas" da Floresta de Mormal), Haveluy, Haussy, Hecq, Jenlain, Le Quesnoy, Louvignies-Quesnoy, Malmaison, Maresches, Marbaix, Maroilles, Molaing, Neuville, Noyelles-sur-Sambre, Orsinval, Poix (-du-Nord), Potelle, Preux-au-Bois, Preux-au-Sart, Raucourt, Robersart, Romeries, Ruesnes, Salesches, St.-Martin, St.-Python, Sassegnies, Sepmeries, Solesmes, Sommaing, Taisnières-en-Thiérache, Vendegies -au -Bois, Vendegies-sur-Ecaillon, Vertain, Villereau, Villers-Pol, Wagnonville (aldeia), Wargnies-le-Grand, Wargnies-le-Petit.

#### Carlos o Temerário
Em 5 de junho de 1467, o conde de Charolois, Carlos, que mais tarde seria chamado de o Temerário, sucedeu seu pai, à frente do Ducado da Borgonha e dos Países Baixos Borgonheses: ele se tornou por direito, também nesta data, o novo Conde de Hainaut. Em 1468, ele veio para a cidade de Quesnoy, que o acolheu com grande pompa. Ali vivia, aliás, desde os sete anos, após a morte da mãe, na companhia da tia Beatriz de Portugal. Em 1454, ele até deu um banquete grandioso em Le Quesnoy, um dia após seu casamento com Isabel de Bourbon sua segunda esposa. Em 1463, ele também interveio na cidade a respeito de um caso de bruxaria que permaneceu tenebroso: ele prendeu alguém chamado Carlos de Noyers a serviço do Conde de Estampes. O intrigante rei da França, Luís XI, não era, ao que parece, completamente inocente nesse caso: o poderoso duque da Borgonha realmente o envergonhou. Durante seu reinado, Carlos, o Ousado, apenas travou guerra: seu desejo era recriar uma única região, como a antiga Lotaríngia, entre a Borgonha e a Holanda (ele previu uma dominação Borgonhesa do Mar do Norte à Sicília.)

#### Maria da Borgonha e Maximiliano da Áustria
Em 1477, Carlos, o Ousado, morreu na Batalha de Nancy. Imediatamente, o rei da França Luís XI entrou no Hainaut Borgonhês com 7 000 homens de armas e uma poderosa artilharia. Ele apareceu na frente do Le Quesnoy em 23 de maio de 1477, mas ele foi repelido. Ele voltou algum tempo depois e, após intensos bombardeios (quase 900 bolas lançadas), conseguiu tomar a cidade, deixando seus franco-arqueiros correrem pela brecha aberta, mas uma chuva torrencial interrompeu a luta. No entanto, o local se rendeu no dia seguinte, e preferiu pagar 900 escudos de ouro para evitar saques: o rei da França havia perdido 500 homens de armas na aventura! No mesmo ano, a jovem duquesa Maria da Borgonha, filha do falecido Carlos o Temerário, casou-se com Maximiliano da Áustria (Casa de Habsburgo) e este último, em 1478, voltou com suas tropas, os franceses fora do condado de Hainaut: o Senhor de Danmartin colocado na guarda da cidade de Le Quesnoy por Luís XI desde 1477 também estava com pressa para sair.
A cidade e o prebostado de Le Quesnoy também foram dados como um dote a Margarida de York, terceira esposa de Carlos o Temerário duque de Borgonha e irmã dos reis Eduardo IV e Ricardo III da Inglaterra. Aristocrata conscienciosa e consciente de seu status de duquesa como um contrato político (vínculos político-econômicos Borgonha-Países Baixos-Inglaterra), foi esclarecida conselheira de seu marido e, após a morte deste, do casal Marie de Bourgogne e Maximiliano da Áustria, o novos soberanos dos Países Baixos e do Hainault. Naquela época, vários homens de feudos ou representantes notariais do Duque e da Duquesa da Borgonha em Hainaut, como Jehan de Longchamp, Jacquemart du Parc, Jacquemart de Surie, Enguerrand le Jeune, .. oficiaram em Le Quesnoy na administração dos Domínios de seus soberanos. Esta organização feudal sobreposta à organização senhorial que constituía a sua base, exigiu a intervenção destes homens de feudos perante a complexidade do emaranhado de feudos e feudos traseiros e das suas mudanças e direitos ao longo do tempo: os selos destes "notários" em anexo aos autos que lhes foram passados foi conferido uma autoridade que dispensou o recurso ao selo do bailio (da administração comunal, hoje).

#### Carlos Quinto
Carlos Quinto (Casa de Habsburgo), nascido em 1500 em Gante, educado e aconselhado pelo tutor hennuyer Guillaume de Croÿ senhor de Chièvres em quem confiava plenamente, tornou-se o novo monarca em 1515 dos Estados de seu pai (um de seus Estados foi o condado de Hainaut.) Com a morte de seu avô materno em 1516, ele também se tornou rei da Espanha e de suas ricas colônias e também com a morte de seu avô paterno (Maximiliano da Áustria) em 1519, ele se tornaria mais tarde, em 1520, o novo imperador eleito do Sacro Império Germânico. Tantas potências unidas nas mãos de um homem cujos estados cercavam a França concordaram no inevitável: Francisco I rei da França e Carlos V se verão em perpétua discórdia e guerras durante seus respectivos reinados. Naquela época, a guarnição de Le Quesnoy, composta por uma companhia valona de 200 homens de armas, era comandada por um governador chamado Antoine de Croÿ, senhor de Thour e Sempy. Esta empresa iria fortalecer a força de trabalho burguesa de artilheiros (criados em 1517), arqueiros (existentes desde 1379) e besteiros, gozando de privilégios específicos. Em 1521, o rei da França fez suas incursões em Hainaut e devastou o Ostrevant. Em 1523, Carlos V veio a Le Quesnoy para combater as incursões francesas e reforçou as fortificações da cidade que não eram modificadas desde 1314. Foi nesta altura que as paredes das muralhas, que ainda hoje existem, foram construídas sobre os alicerces do recinto original. Uma nova concepção de fortificações viu a luz do dia no final do século XV: foi desenvolvido pelos italianos. Consistia na distribuição nos ângulos das fortificações, de bastiões, que, transbordando o recinto e permanecendo ligados a ele, permitiam aos defensores disparar pelo flanco e ao ar livre contra os atacantes (permitindo também o uso da artilharia). A invenção desses bastiões ofereceu disparos em todas as direções e a fortaleza de Le Quesnoy não foi exceção a essa regra: será em 1534, que Carlos Quinto confia um dos seus engenheiros, Frate da Modena (Jacopo Seghizzi), para traçar novos planos de fortificação para Le Quesnoy e substituir a muralha medieval. O novo recinto foi assim fortificado (bastião Impérial, bastião César, bastião Soyez, bastião Saint-Martin e bastião Vert) para sua defesa e incluiu quatro portões chamados Porte de la Flamengerie, Porte de Valenciennes, Porte Saint-Martin, Porte Fauroeulx (o trabalho durou quase 20 anos). Das fortificações iniciais, apenas algumas torres foram preservadas em antigas paredes de cortina (a última das quais foi removida em 1885). Em 1540, Carlos Quinto voltou a Quesnoy acompanhado do Delfim da França e do Duque de Orleans (ambos filhos de Francisco I), porque uma trégua de 10 anos foi assinada em 1538 entre os beligerantes. Ele também voltou em 1543 para verificar o andamento das obras na cidade quercitana e suas fortificações: Foi nesta data que ordenou o encerramento da Porte de la Flamengerie para permitir a passagem das águas das cheias em redor das muralhas. Essas grandes obras monopolizavam a atividade dos habitantes da cidade, que aproveitavam esse período de relativa calma para se entreter durante as grandes festas e festas populares: Naquela época, dentro da cidade, encontravam-se várias sociedades incentivadas e patrocinadas por senhores e abadias locais, usando ricas fantasias e tocando bateria e trombeta. Além disso, em 1543, Francisco I reapareceu em Hainaut com um exército de 40 000 homens e capturou Landrecies, Maubeuge e os castelos de Aymeries e Berlaimont: ele estabelecerá sua sede na abadia de Maroilles: seus prêmios serão devolvidos a Carlos Quinto no Tratado de Crépy em 1544. Em 1554, o novo rei da França, Henrique II, lutando contra Carlos V, apreendeu Le Quesnoy, mas não pôde ficar lá: a fome reinava na cidade, tanto a região havia sido devastada pelas guerras reacendidas.

### Le Quesnoy se torna francesa
No final da Fronda (1654), a cidade foi tomada pelo exército real francês de Turenne. A cidade que nunca foi francesa se tornou para grande prazer da corte. O jovem rei Luís XIV recebe a cidade como um presente de coroação.
A cidade foi então tomada por um homem de Mazarin, Talon dito du Quesnoy, que administrou a cidade que não se tornou oficialmente francesa até 1659 pelo Tratado dos Pirenéus. Durante este período de transição, muitas propriedades imobiliárias dos burgueses quercitains ficaram sob o controle de aproveitadores de guerra franceses e locais.

### Le Quesnoy é transformada
Bastião avançado do reino da França até 1678, quando Valenciennes se tornou francesa, as fortificações de Quesnoy foram modificadas e reforçadas pelo muito jovem Vauban que, de certa forma, fez seu "Aulas" na cidade. Os cinco baluartes existentes são modificados ou complementados para criar um corpo de lugar de oito baluartes. Os setores norte (bastião real) e sul (bastião Gard) são os mais representativos da ação de Vauban em Quesnoy. No entanto, nesta França do Ancien Régime, onde os clientes têm prioridade sobre as competências ou mesmo a preocupação com a economia, a obra não foi atribuída a empresários locais.
O século XVIII, isto é, o reinado de Luís XV e o início do reinado de Luís XVI, foi relativamente pacífico para a fronteira norte. Na verdade, os viajantes que passavam pela cidade ficaram surpresos com a simpatia dos Quercitains, que ganharam uma lisonjeira reputação desde que foi dito "Em Le Quesnoy, as pessoas bonitas", ou seja, pessoas educadas.

### Le Quesnoy durante a Revolução
Ela foi a capital do distrito de 1790 a 1795.
A cidade fronteiriça estava sitiada pelo exército austríaco de Coburgo e caiu em 12 de setembro de 1793. Ela foi retomada em 15 de agosto de 1794 (28 do termidor ano II) pelas tropas de Scherer após um cerco severo sob uma chuva torrencial. 3 000 austríacos foram feitos prisioneiros nesta ocasião. A notícia da captura da cidade é transmitida em poucas horas pelo telégrafo Chappe, inédito no mundo, ao Comitê de Salvação Pública parisiense que o felicitou.
No final da era imperial, a cidade foi tomada sem muita resistência pelos holandeses durante um cerco simulado. No final do Congresso de Viena de 1815, foi decidido que a cidade deveria ser ocupada pelas tropas russas por três anos. As relações entre os Quercitains e os russos são tão amigáveis que muitos casamentos são celebrados entre os oficiais russos e os "belezas quercitaine". Esta relação privilegiada, embora um oficial tenha deixado sua esposa para se juntar à Rússia, entre a cidade quercitana e o império dos czares, é lembrada quando o acordo franco-russo se torna a pedra angular do sistema de alianças da III República na véspera da Grande Guerra.

### Segunda Guerra Mundial

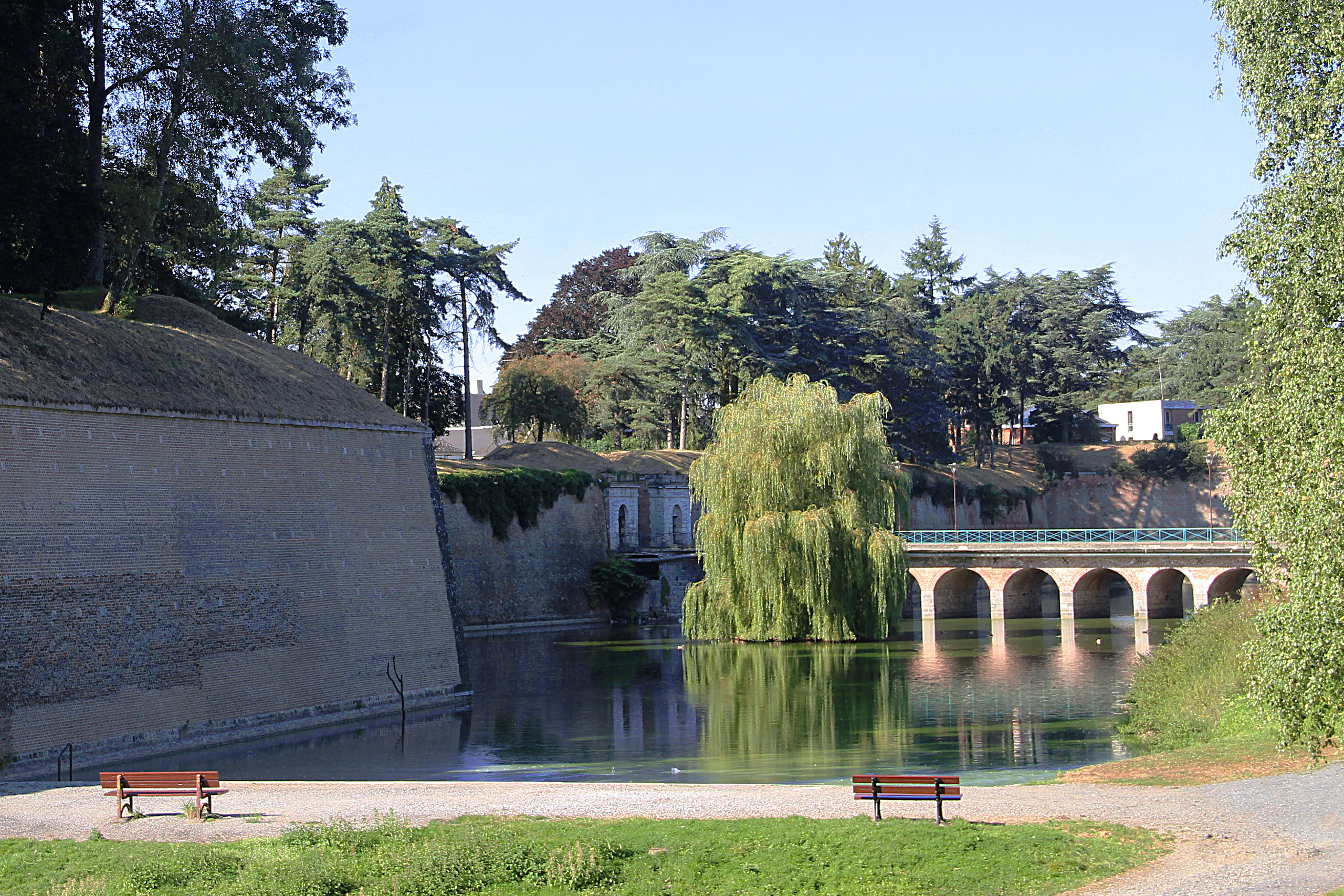
As muralhas de Le Quesnoy, transformadas em posições fortificadas pelas tropas francesas.

## Lugares e monumentos
- A Igreja de Nossa Senhora da Assunção. No interior o Cristo com os Laços, estátua classificada.
- No cemitério, uma escultura em mármore, depositada pelo Estado: Les Deux Douleurs, de Théodore Rivière.
- O castelo, construído no século XII por Balduíno IV de Hainaut, foi a casa dos Condes de Hainaut, também condes da Holanda e da Zelândia. Seu último governante foi uma mulher que nasceu no castelo em 1401. Carlos o Temerário e depois sua filha foram os últimos soberanos a residir lá. Foi então abandonado e quase abandonado a partir do século XVI. Pouco resta do castelo prestigioso da Idade Média: uma porta de entrada e um conjunto de caves românicas notáveis. O grande edifício atual conhecido como Cernay data de fato de 1681.
- O campanário da Prefeitura Municipal, massivo e atarracado, foi destruído várias vezes, em 1794, 1918 e 1940. O primeiro campanário foi construído em 1583. Agora abriga um carrilhão de 48 sinos. Diretamente adjacente ao campanário, a prefeitura construída em 1700, é um belo exemplo de um edifício de estilo clássico. A escadaria principal do corredor é uma obra-prima listada.
- A capela do hospital, curioso edifício em renda de pedra macia, de estilo gótico, é na verdade uma obra do século XIX relembrando a paixão deste período pela Idade Média.
- A estátua La Sagesse de M. Laurent, classificada.
- Memorial de guerra da cidade, perto da Prefeitura Municipal, obra do escultor valenciennois Félix Desruelles.
- Nas muralhas, o Memorial dos Neozelandeses, outra obra de Desruelles comemora a libertação da cidade (Primeira Guerra Mundial) pelas ANZAC, as tropas da Nova Zelândia. Este monumento dos neozelandeses preso em uma parede de cortina entre dois bastiões, o de Gard e o de Saint-Martin, data de 1922. Como muitos memoriais da grande guerra, será inaugurado no fim de semana de 14 de julho de 1923, no domingo 15 para ser mais exato, na presença do Marechal Joffre, Lord Milner e Sir James Allen (NZ).
- O cemitério comunal de Le Quesnoy e sua extensão abrigam 189 túmulos de guerra do Commonwealth War Graves Commission de soldados que morreram em novembro de 1918, incluindo 49 neozelandeses[8][9].

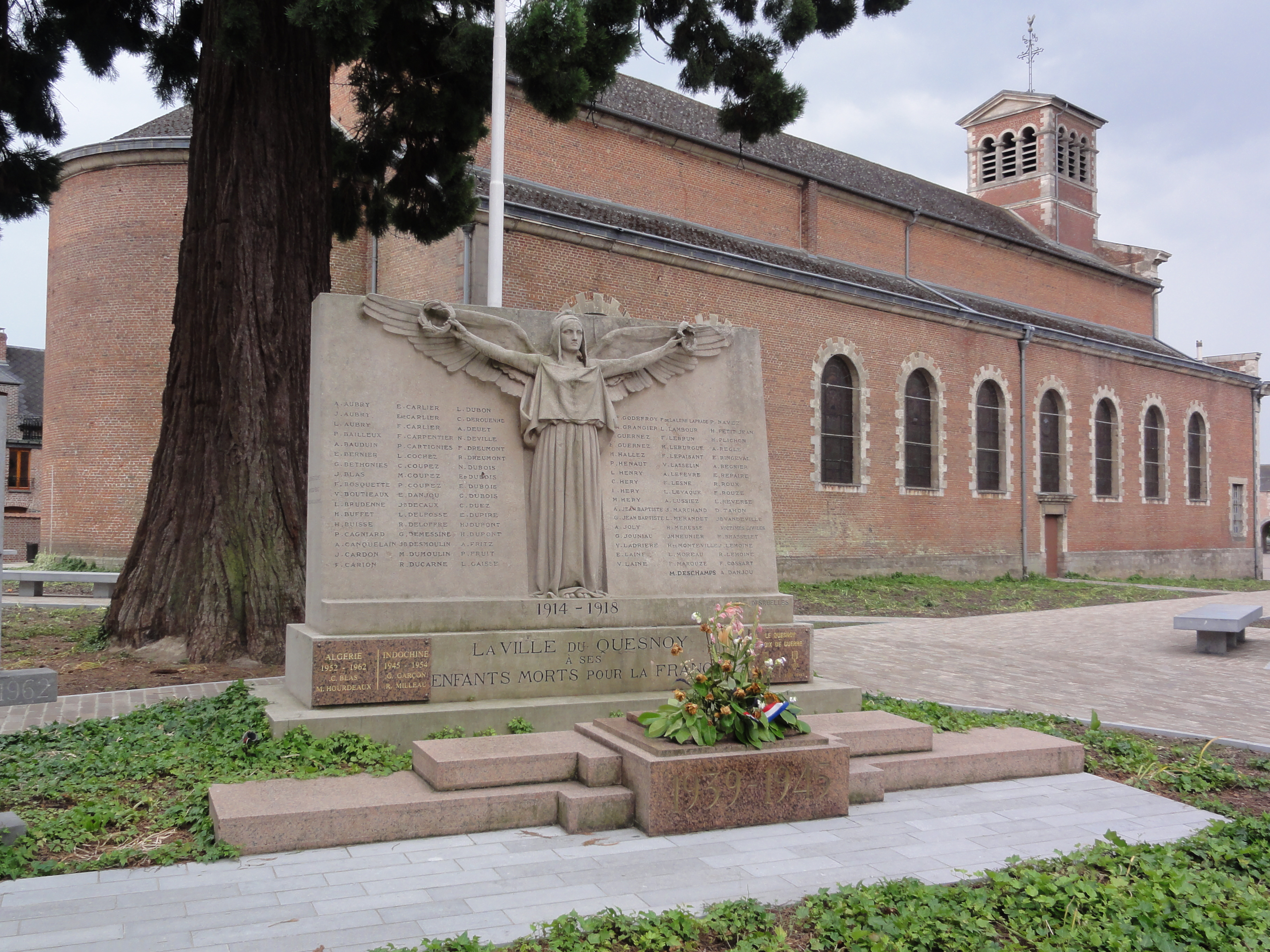
O Monumento aos mortos e a Igreja.
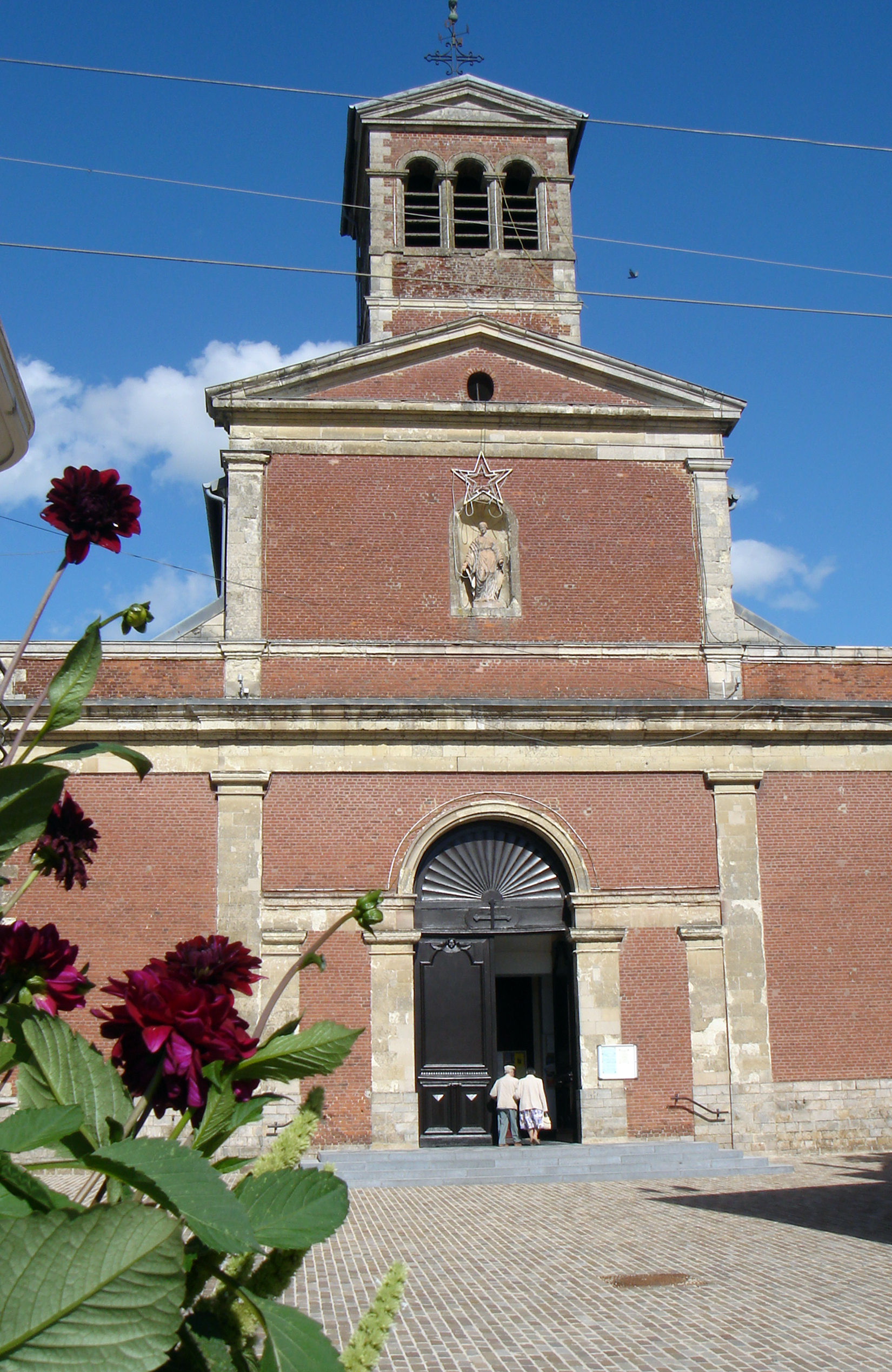
A Igreja de Notre-Dame-de-l'Assomption.
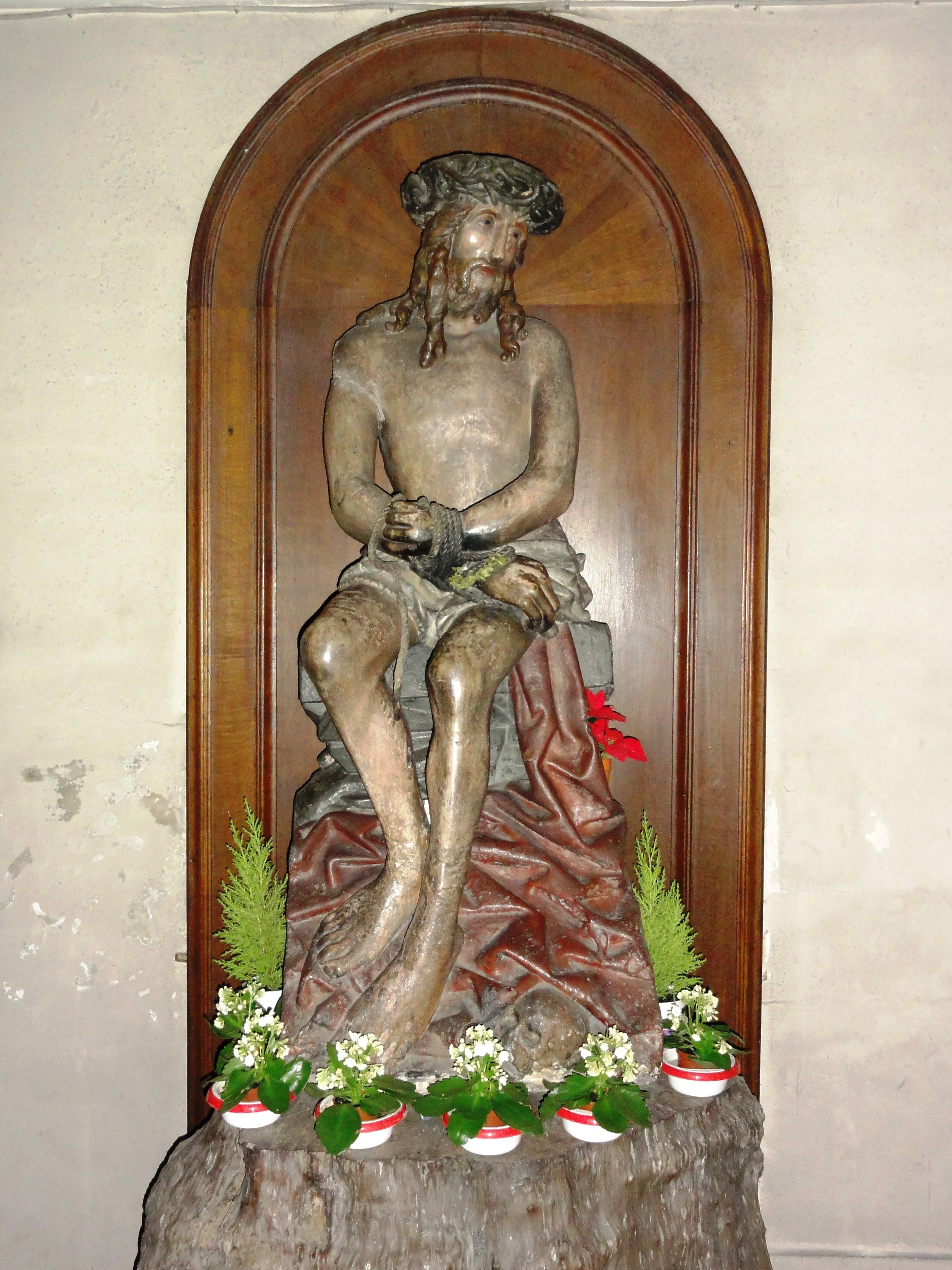
Cristo nas gravatas.
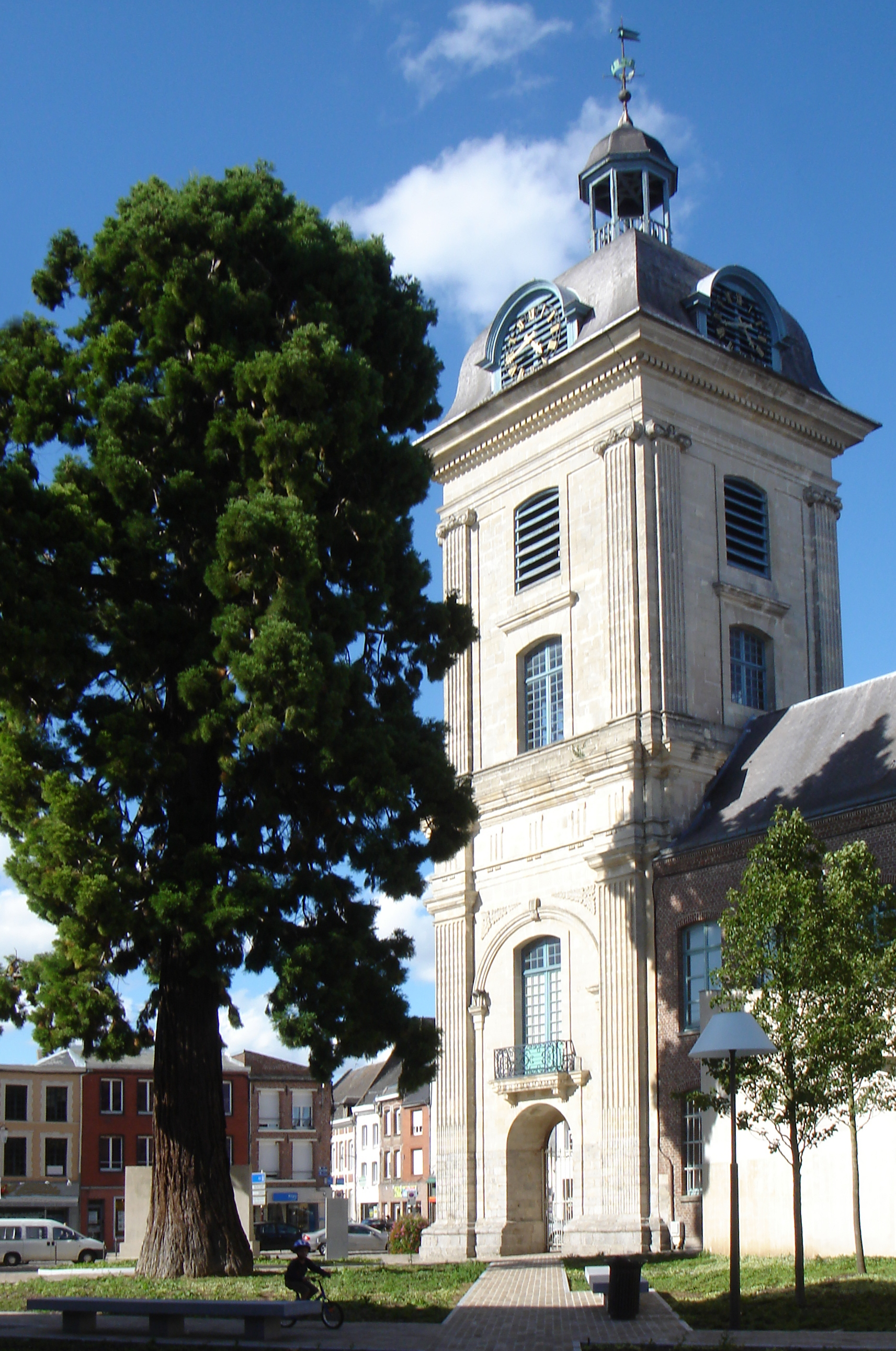
O campanário.
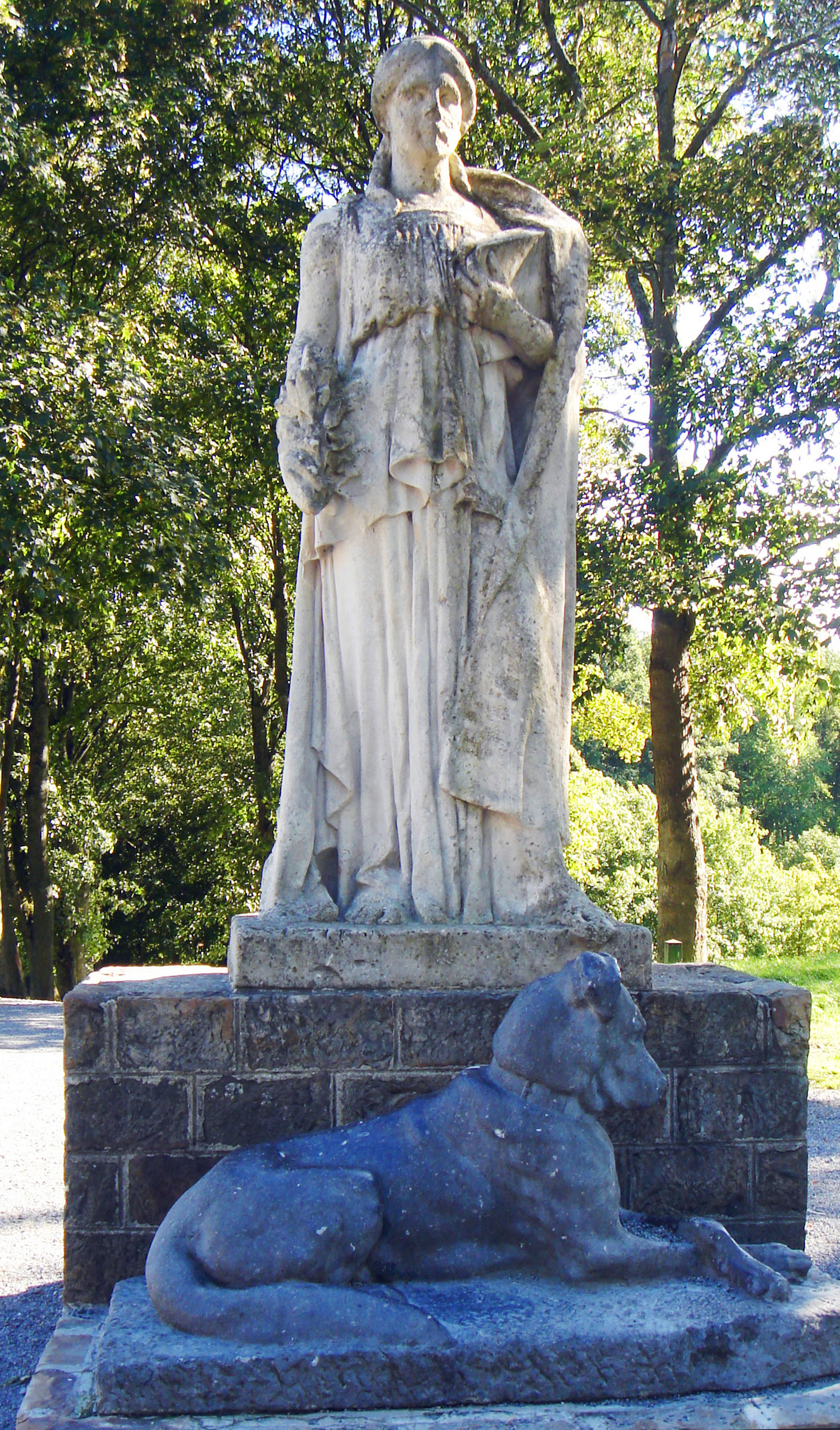
Sabedoria, estátua classificada.
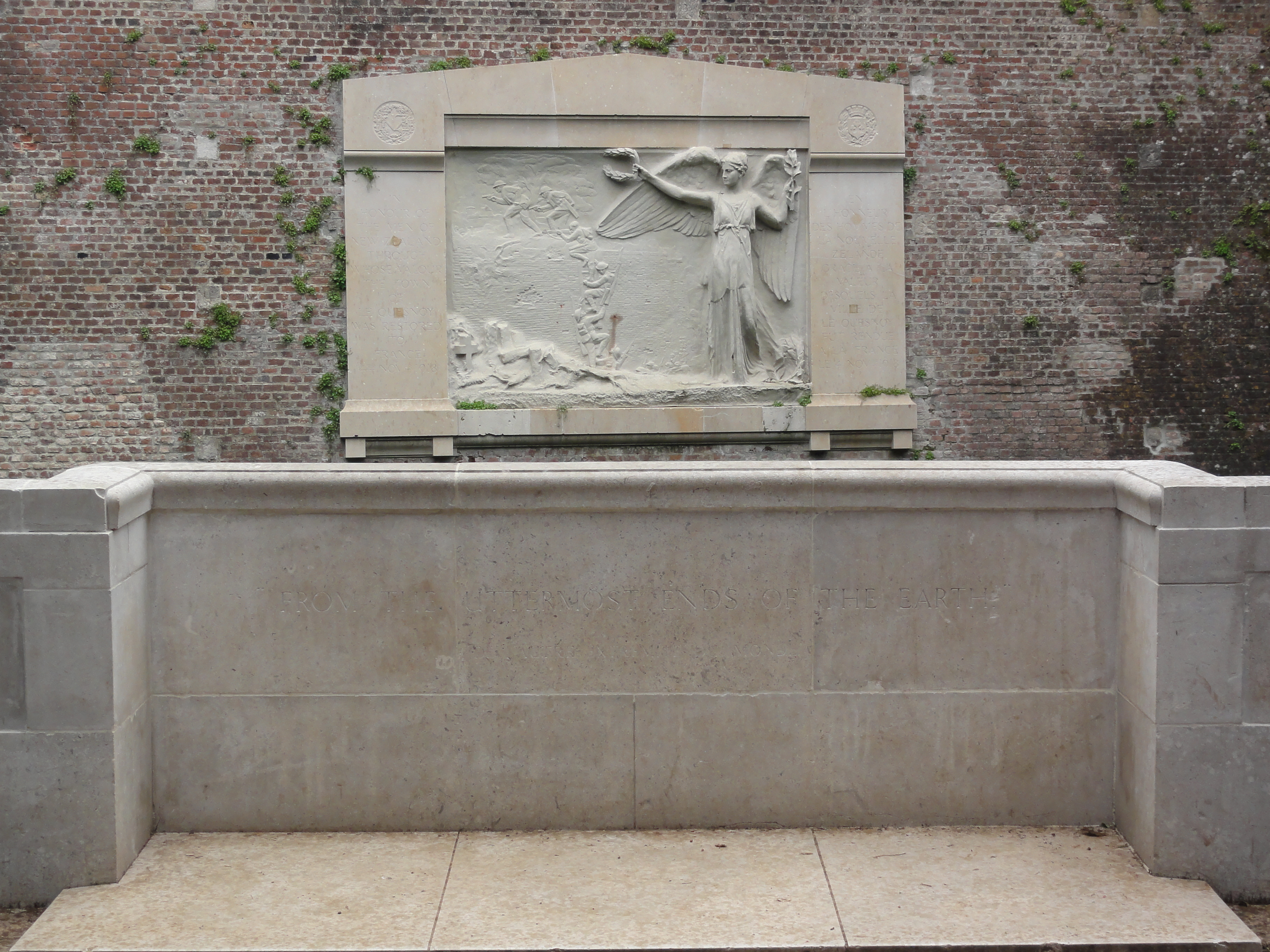
O Memorial Neozelandês.

## Personalidades ligadas à comuna
- Jacqueline de Hainaut (1401-1436)
- Mathieu d'Escouchy (1420-1482), cronista do fim da Guerra dos Cem Anos
- Filipe de Clèves (1459-1528)
- Joseph François Antoine Lépine (1736-1797), general dos exércitos da República, nasceu aí.
- Claude Emmanuel Joseph Aupépin (1747-1806), administrador de águas e florestas, deputado do Norte no Conselho dos Quinhentos.
- Julien Auguste Joseph Mermet (1772-1837), general dos exércitos da República e do Império.
- Ernest Carette (1808-1889), explorador
- Carlos-Lefebvre (1853-1938), pintor francês
- Olivier Bonnaire, ciclista
- Ludovic Leroy, jogador de futebol
- Margarida de Borgonha (1374-1441)
- Margarida II de Hainaut
- Guilherme III de Hainaut
- Balduíno de Avesnes
- Eugène Thomas, vice-prefeito de Le Quesnoy de 1945 a 1947 e de 1953 até sua morte em 1969; líder da rede de resistência Brutus. A cidade escolar porta hoje seu nome.
- Charles Daniel-Vincent, ministro e prefeito de Le Quesnoy

## Motocross
Desde o início dos anos 1950, as muralhas já sediaram duas competições de motocross. Um em maio, e o segundo tradicionalmente em 14 de julho. O circuito serpenteia pelas antigas valas, junto ao antigo campo de tiro e ao meio bastião do castelo. Apelidado de "Mônaco do motocross", o circuito está localizado a duzentos metros do centro da cidade.

## Folclore

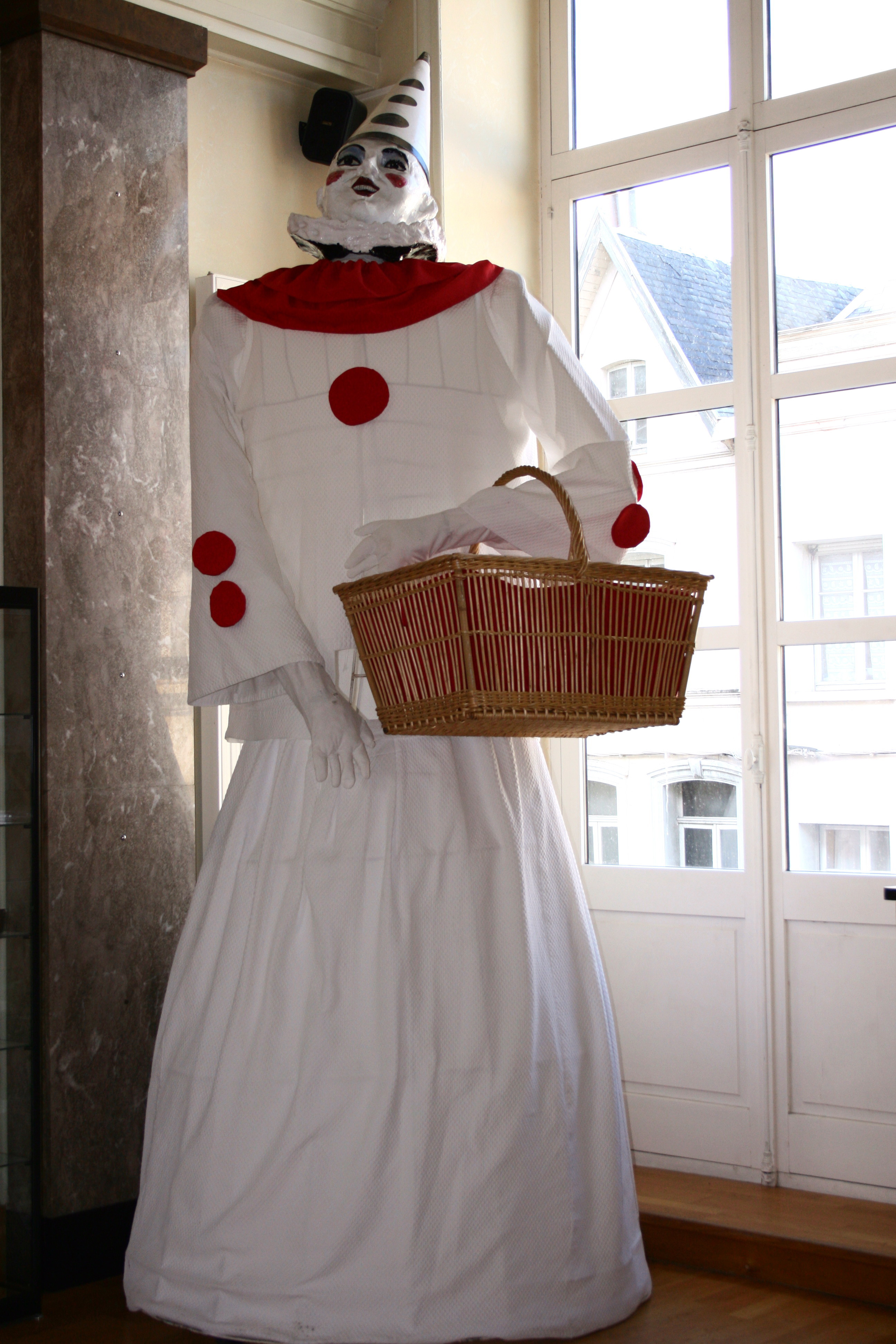
Pierrot Bimberlot.

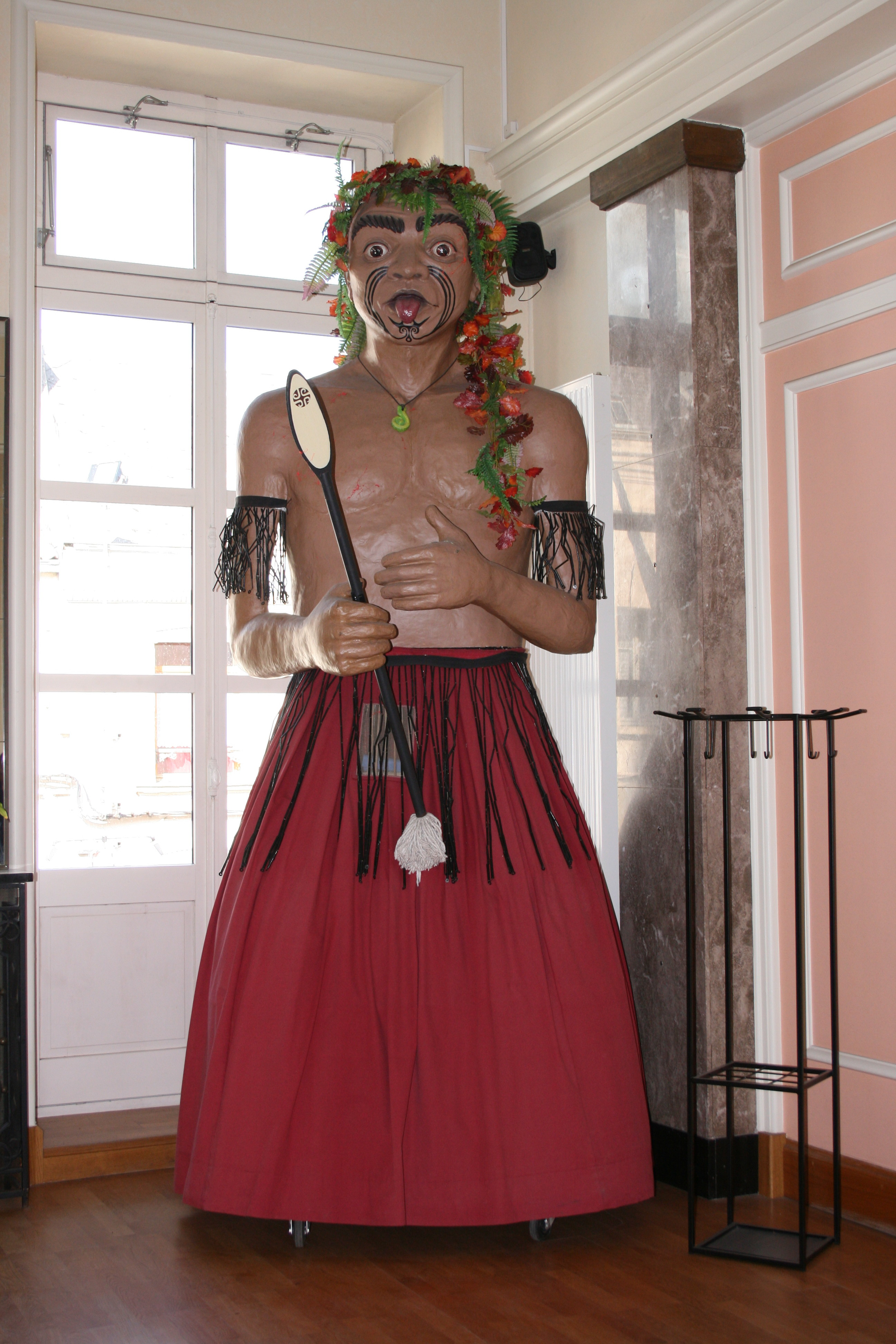
Gigante Maori.

Le Quesnoy tem dois gigantes, mantidos no primeiro andar da prefeitura: Pierrot Bimberlot, criado em 1904, e Maori, criado em 2004. Todo primeiro domingo de agosto, Pierrot Bimberlot percorre a cidade distribuindo caixas aos espectadores.
As tropas da Nova Zelândia que libertaram a cidade em 1918 incluíram em suas fileiras uma companhia teatral chamada digger pierrots, cujos atores estavam vestidos de pierrots. A coincidência passou despercebida na época.

## Geminação
- Ratingen - Alemanha
- Morlanwelz - Bélgica
- Dej - Romênia
- Cambridge - Nova Zelândia
- Villarosa, Itália